# Ramón Sánchez
Ramón Alfredo Sánchez Paredes (ur. 25 maja 1982 w Opico) – salwadorski piłkarz występujący na pozycji pomocnika.

## Kariera klubowa
Sánchez zawodową karierę rozpoczynał w 1998 roku w klubie Juventud Independiente. Spędził tam 2 lata, a w 2000 roku odszedł do CD Arcense, którego barwy reprezentował również przez 2 lata. W 2002 roku trafił do zespołu San Salvador FC. W 2003 roku zdobył z nim mistrzostwo fazy Clausura. Po 5 latach spędzonych w San Salvador FC, przeniósł się do CD Chalatenango. Rok później został graczem Alizany San Salvador, w której grał przez rok.
W 2009 roku Sánchez podpisał kontrakt z amerykańskim San Jose Earthquakes. W MLS zadebiutował 26 lipca 2009 roku w zremisowanym 2:2 pojedynku z DC United. 29 sierpnia 2009 roku w przegranym 1:2 spotkaniu z New England Revolution strzelił pierwszego gola w MLS. W San Jose występował przez rok.
W 2010 roku wrócił do Salwadoru, gdzie został zawodnikiem klubu Águila.

## Kariera reprezentacyjna
W reprezentacji Salwadoru Sánchez zadebiutował 29 czerwca 2003 roku w zremisowanym 1:1 towarzyskim meczu z Hondurasem. W tym samym roku został powołany do kadry na Złoty Puchar CONCACAF. Zagrał na nim w pojedynkach ze Stanami Zjednoczonymi (0:2), Martyniką (1:0) oraz Kostaryką (2:5). Z tamtego turnieju Salwador odpadł w ćwierćfinale.
W 2007 roku ponownie wziął udział w Złotym Pucharze CONCACAF. Wystąpił na nim w 3 meczach: z Trynidadem i Tobago (2:1), Gwatemalą (0:1) i Stanami Zjednoczonymi] (0:4). W pojedynku z Trynidadem i Tobago strzelił także gola, który był jego pierwszym w drużynie narodowej. Tamten turniej Salwador zakończył po fazie grupowej.
W 2009 roku Sánchez po raz trzeci znalazł się w drużynie na Złoty Puchar CONCACAF. Zagrał tam w spotkaniach z Kostaryką (2:1), Kanadą (0:1) oraz Jamajką (0:1), a Salwador ponownie odpadł z turnieju po fazie grupowej.

## Afera korupcyjna
Ramón Sánchez został dożywotnio zawieszony przez Federację Salwadoru (FESFUT) wraz z 13 innymi reprezentantami tego kraju za udział w ustawianiu meczów. Zawodnicy mieli dopuścić się czynów korupcyjnych co najmniej przy czterech meczach międzynarodowych. Zakaz dotyczy pracy w środowisku piłkarskim w jakiejkolwiek roli.